# MHTML
MHTML은 MIME HTML을 위한 표준 규격이다. 일반적인 HTTP 문서가 HTML 코드로 작성된 파일과 이 파일에서 참조하는 별도의 파일들(그림, 음성 등의 자원들)로 구성되는 반면, MHTML은 RFC 2557 문서에 기반하여 자원들을 HTML 코드로 작성된 파일에 포함시킨다. 포함되는 파일은 MIME 포맷으로 인코딩된다. MHTML 형식의 파일은 마이크로소프트 워드, 인터넷 익스플로러, 오페라 웹 브라우저 등에서 .mht 확장자로 생성된다.

## 웹 브라우저의 지원
MHTML 형식으로의 파일 저장 기능은 1999년 인터넷 익스플로러 5에서 처음으로 도입되었다. 초기에는 복잡한 구조의 웹 문서들, 특히 스크립트를 포함하고 있는 웹 문서를 .mht 형식으로는 제대로 저장할 수 없었다. 아직까지 모든 웹 브라우저를 아우르는 표준안이 마련되지 않았기 때문에, MHTML 형식으로 저장된 문서들은 웹 브라우저마다 다르게 보일 수 있다.
오페라 웹 브라우저는 2006년 3월 10일에 발표된 9.0 버전 빌드 8265에서 처음으로 .mht 파일 형식으로의 웹 문서 저장 기능을 제공하기 시작하였다. 3.5.2 버전 현재 모질라 파이어폭스는 MHTML 형식을 읽거나 저장하기 위해서는 확장 기능을 설치해야 한다.

## 같이 보기
- 데이터 URI 스킴
- 모질라 압축 형식

## 참조
1. ↑  New Features in Internet Explorer 5
2. ↑  Mozilla Archive Format